# Muralhas de Bath
As muralhas da cidade de Bath (também chamadas de muralhas do bairro) foram uma sequência de estruturas defensivas erguidas em volta da cidade de Bath, na Inglaterra. De origem romana, depois restaurada pelos anglo-saxões, e posteriormente reforçada na época medieval, as muralhas formaram um circuito completo, cobrindo o núcleo histórico da cidade atual, uma área de cerca de 23 acres

## História
As primeiras muralhas de Bath foram erguidas pelos romanos, para cercar sua cidade (conhecida então como Aquae Sulis), provavelmente no século III. Os anglo-saxões no século X estabeleceram Bath como um burh fortificado (bairro), utilizando as muralhas existentes da cidade e mantendo Bath como um centro de poder regional. Bath, situada na extremidade norte do reino de Wessex, teria se protegido contra qualquer ataque da vizinha Mércia, que foi mantida pelos dinamarqueses por um tempo.
A altura das muralhas foi aumentada por ordem do rei Estêvão durante a Anarquia. As muralhas medievais de Bath incluíam quatro portões. Os Portões Norte e Sul foram decorados com várias estátuas, incluindo o lendário Rei Bladud e Eduardo III. Os dois portões estavam ligados às igrejas, St Mary's e St. James, respectivamente. Os Portões Norte e Sul foram demolidos em 1755, e o Portão Oeste foi demolido na década de 1760.
Durante a Segunda Guerra Mundial, os danos causados pela bomba em Bath revelaram partes das muralhas da cidade anteriormente perdidos de vista atrás de outros edifícios. O circuito de muralha restante está agora protegido como um edifício listado de grau II e um monumento programado. Apenas parte de um dos portões medievais de Bath ainda sobrevive, o Portão Leste, localizado perto da Ponte Pulteney.
Em 1980, uma barricada de madeira foi encontrada perto do muro da cidade do norte. Isso pode ter sido erguido na era saxã para permitir o reparo da pedra. Uma espada do final do século X ou início do século XI também foi encontrada, o que pode datar de uma escaramuça em 1013.